# تحصیل چارباغ
تحصیل چارباغ (به انگلیسی: Charbagh Tehsil) یک تحصیل در پاکستان است که در خیبر پختونخوا واقع شده‌است.